# 每日星报
《每日星报》是英国的一份小报，由《每日快报》运营，1978年11月2日开始发行，每周一至周六出版。2002年9月15日，姊妹报纸《星期日每日星报》（Daily Star Sunday）创刊。

## 外部連結
- 官方网站